# ایفاکارا
ایفاکارا (به لاتین: Ifakara) یک شهرک در تانزانیا است که در استان موروگورو واقع شده‌است. ایفاکارا ۹۹٬۰۰۰ نفر جمعیت دارد.